# Архиепархия Сиднея
Архиепархия Сиднея (лат. Archidioecesis Sydneyensis) — архиепархия Римско-католической церкви с центром в городе Сидней, Австралия. В митрополию Сиднея входят епархии Армидейла, Брокен-Бея, Бэтхёрста, Вилканния-Форбса, Вуллонгонга, Лисмора, Мейтленд-Ньюкасла, Парраматта и Уогга-Уогга. Кафедральным собором архиепархии Сиднея является собор Девы Марии.

## История
13 июня 1834 года Римский папа Григорий XVI издал бреве «Pastoralis officii», которым учредил апостольский викариат Новой Голландии и Вандименовой земли, выделив его из апостольского викариата Маврикия (в настоящее время епархия Порт-Луи). Это был первый церковный округ в Австралии. Ранее были сделаны другие попытки учредить миссию в южных неисследованных землях в 1666 году, миссия в «Terra Australis» в 1681 году. В 1804 году Джеймсу Диксону, ирландскому священнику, депортированному в Австралию, был дан персональный титул апостольского префекта, но он вернулся в Ирландию в 1808 году. В 1816 году было утверждено учреждение апостольского викариата Новой Голландии, но он остался на бумаге, не находя полного осуществления, и в 1819 году Австралия была помещена под юрисдикцию апостольского викариата Маврикия.
5 апреля 1842 года Григорий XVI выпустил бреве «Ex debito», которым преобразовал апостольский викариат Новой Голландии и Вандименовой Земли в епархию Сиднея, передав часть её территории новым епархиям Аделаиды и Хобарта (сейчас архиепархии).
22 апреля того же года епархия была возведена в ранг митрополии бреве «Ad supremum» тем же папой Григорием XVI.
В 1845 году она передала другую часть своей территории в пользу возведения апостольских викариатов Эссингтона (в настоящее время епархия Дарвина) и Кинг-Джордж-Саунд-де-Саунд, который будет упразднён в 1847 году.
Позднее другие части её территории передавались несколько раз в пользу новых учреждённых церковных округов:
- 6 мая 1845 года в пользу учреждённой епархии Перта (ныне архиепархии);
- 25 июня 1847 года в пользу учреждённой епархии Мельбурна (ныне архиепархии) и Мейтленд (теперь епархия Мейтленд-Ньюкасла);
- 12 апреля 1859 года в пользу учреждённой епархии Брисбена (ныне архиепархии);
- 17 ноября 1862 года в пользу учреждённой епархии Гоулбёрна (ныне архиепархии Канберры и Гоулбёрна);
- 20 июня 1865 года в пользу учреждённой епархии Бэтхёрста;
- 15 ноября 1951 года в пользу учреждённой епархии Вуллонгонга;
- 8 апреля 1996 года в пользу учреждённых епархий Брокен-Бэя и Парраматта.

## Ординарии
- архиепископ Джон Бид Полдинг, O.S.B. (3 июня 1833 — 16 марта 1877);
- архиепископ Роджер Уильям Бид Воган, O.S.B. (16 марта 1877 — 17 августа 1883);
- кардинал Фрэнсис Патрик Моран (14 марта 1884 — 17 августа 1911);
- архиепископ Майкл Келли (17 августа 1911 — 8 марта 1940);
- кардинал Норман Томас Гилрой (8 марта 1940 — 9 июля 1971);
- кардинал Джеймс Дарси Фримен (9 июля 1971 — 12 февраля 1983);
- кардинал Эдуард Бид Клэнси (12 февраля 1983 — 26 марта 2001);
- кардинал Джордж Пелл (26 марта 2001 — 24 февраля 2014);
- архиепископ Энтони Колин Фишер, O.P. (18 сентября 2014 — по настоящее время).

## Суффраганные диоцезы
- Диоцез Армидейла;
- Диоцез Брокен-Бэя;
- Диоцез Бэтхёрста;
- Диоцез Вилканния-Форбса;
- Диоцез Вуллонгонга;
- Диоцез Лисмора;
- Диоцез Мейтленд-Ньюкасла;
- Диоцез Парраматта;
- Диоцез Уогга-Уогга.

## Источник
- Annuario Pontificio, Libreria Editrice Vaticana, Città del Vaticano, 2003, ISBN 88-209-7422-3
- Бреве Pastoralis officii Архивная копия от 2 апреля 2015 на Wayback Machine, Bullarium pontificium Sacrae congregationis de propaganda fide, tomo V, Romae 1841, стр. 109  (лат.)
- Бреве Ex debito, Raffaele de Martinis, Iuris pontificii de propaganda fide. Pars prima, Tomo V, Romae 1893, стр. 293  (лат.)
- Бреве Ad supremum, Raffaele de Martinis, Iuris pontificii de propaganda fide. Pars prima, Tomo V, Romae 1893, стр. 294  (лат.)